# Stazione di Arth-Goldau
La stazione di Arth-Goldau è un nodo ferroviario del Canton Svitto, in Svizzera. La stazione si trova nel centro abitato di Goldau e serve il comprensorio di Arth.

## Storia
Secondo un progetto del 1872 la stazione avrebbe dovuto essere costruita nella pianura tra Arth e Oberarth inserendosi nell'itinerario di Zurigo e Lucerna ma, a causa di difficoltà finanziarie per la costruzione di un tunnel da Oberarth in zona altamente franosa, la ferrovia del Gottardo rielaborò il progetto di costruzione allontanandosi da Arth con una soluzione meno costosa che passava per Goldau. La stazione venne costruita nel 1878 ricevendo la doppia designazione di Arth-Goldau. Nel 1882 venne completata la ferrovia del Gottardo e, nell'agosto 1891, la Schweizerische Südostbahn sull'itinerario per Pfäffikon, Rapperswil e Biberbrugg. Nel 1897 entrarono in funzione le tratte ferroviarie da Immensee e Lucerna/Zurigo. La stazione di Arth-Goldau divenne così un importante nodo ferroviario. Anche la Arth-Rigi-Bahn ne trasse il vantaggio di un aumento del traffico turistico; dopo la chiusura della tratta tranviaria tra Arth e Goldau il capolinea della stessa venne insediato a fianco della stazione FFS. Tra gli anni settanta e gli anni ottanta la stazione ha subito una profonda ristrutturazione.

## Caratteristiche
La stazione si trova a sud del Lago di Zugo, sulla importante direttrice ferroviaria del Gottardo delle Ferrovie federali svizzere (FFS), che collega a sud con Bellinzona, Lugano e l'Italia e a nord con Basilea e Zurigo. Arth-Goldau è anche termine della Schweizerische Südostbahn (SOB) per Biberbrugg e Rapperswil. Nella stazione ha inizio il percorso attuale della Ferrovia Arth-Rigi che porta sul bordo nord-est del monte Rigi.